# Wells Fargo Center (Seattle)
Het Wells Fargo Center (vroeger First Interstate Tower) is een wolkenkrabber in het centrum van Seattle. De wolkenkrabber telt 53 verdiepingen, waarvan zes ondergronds en is 174,96 meter hoog. Daarmee is het Wells Fargo Center het op zeven na hoogste gebouw van Seattle. De bouw werd voltooid in 1983 en destijds was Equity Office Properties Trust de eigenaar. Het kantoorgebouw is gebouwd in de moderne stijl en in de internationale stijl en heeft een vloeroppervlakte van 91.400 m². Het Wells Fargo Center heeft ook een parkeergarage met 668 parkeerplaatsen en bevat 24 liften.
Voordat de wolkenkrabber hier stond, stond op deze plaats de American Savings Bank en de Olympic National Buidling.
Het Wells Fargo Center heeft een stalen frame en de buitenkant bestaat uit dubbelglas en graniet. De wolkenkrabber heeft een gouden LEED-certificaat. Het Wells Fargo Center verbruikt door een verbouwing 2 miljoen kWh minder per jaar.

## Verkoop
In juni 2013 werd het Wells Fargo Center door Beacon Capital Partners verkocht aan Ivanhoé Cambridge voor 389,9 miljoen Amerikaanse dollar. Dit is ongeveer 4.155 Amerikaanse dollar per m².